# در ولایت هوا
در ولایت هوا رمانی از هوشنگ گلشیری می باشد که در سال ۱۳۷۰ برای اولین بار در کشور سوئد به چاپ رسیده است.